# 纳闽直辖殖民地
納閩直轄殖民地是由1846年汶萊蘇丹國割讓給英國的納閩島組成的，後於1848年，建立直轄殖民地。除了主島外，納閩還由六個較小的島嶼組成，這些島嶼分別是蒲隆、達特、庫拉曼島、帕潘、魯蘇坎·凱西爾和魯蘇坎·勿剎。
英國希望納閩可以成為第二個新加坡，但由於煤炭生產失敗和其他原因，沒有取得像新加坡一樣的成就，這導致投資者撤資，拋棄了所有的設備和中國移工。隨後，中國移工開始涉足其他行業，許多人成為了島上的燕窩、珍珠、西米和樟腦等產品的主要貿易商，後來較為成功的產品是椰子、橡膠和西米。
第二次世界大戰期間，日本軍入侵婆羅洲，終止了英國在此地的統治。之後，納閩作為了日本駐婆羅洲指揮官向盟軍投降的地方。1946年，其併入了北婆羅洲直轄殖民地。

## 歷史

### 建立

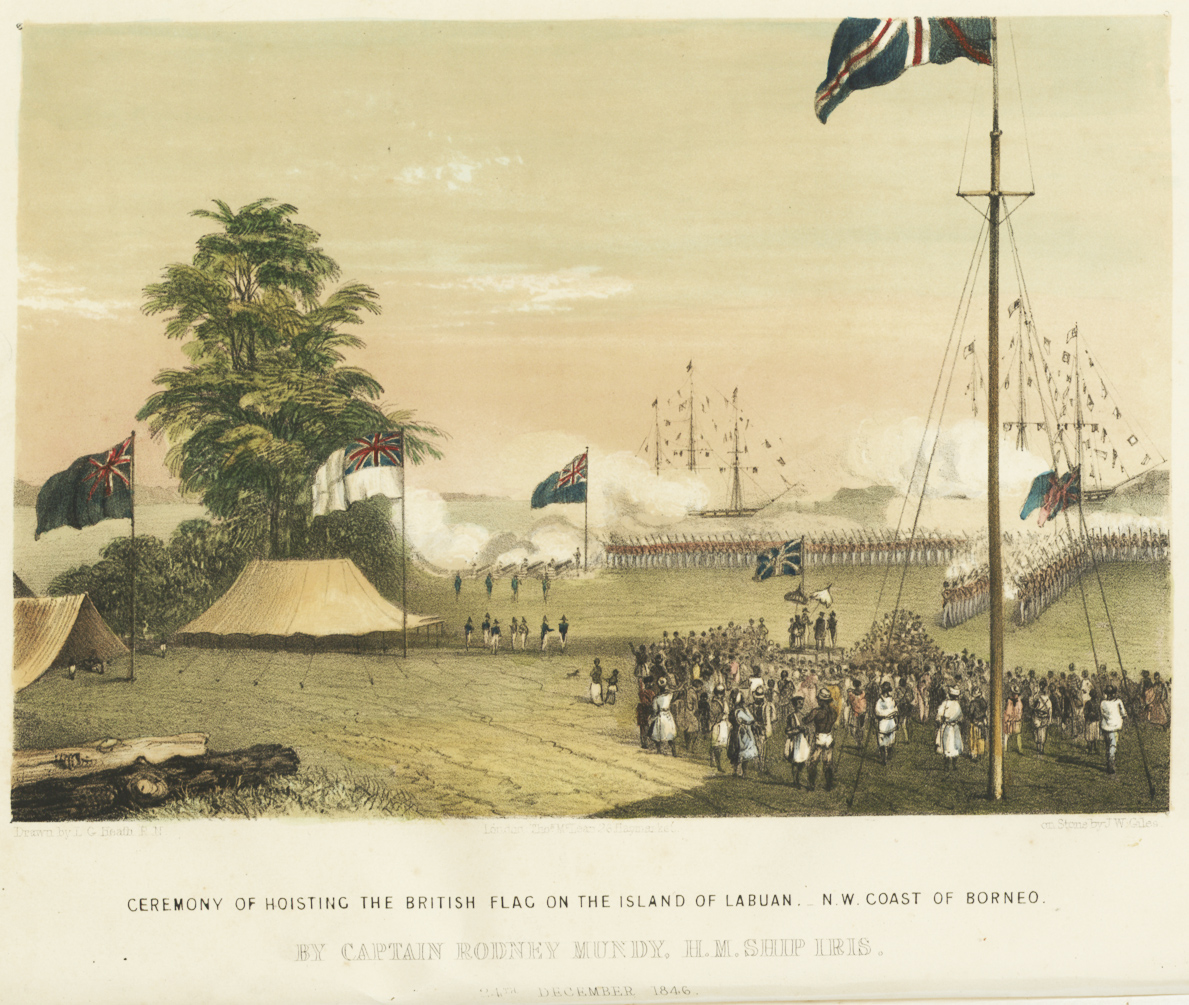
1846年12月24日，納閩成為直轄殖民地後，英國國旗首次在納閩升起

1841年，詹姆斯·布魯克在婆羅洲西北部建立了穩固的勢力砂拉越王國，並開始協助鎮壓島嶼沿岸的海盜活動。此後，他就堅持不懈地向英國推銷納閩島。布魯克敦促英國在北部海岸建立海軍基地、殖民地或保護領，以防止其他歐洲列強搶先一步宣示主權。英國海軍部對此作出了回應，兩位海軍上將查爾斯·白求恩與愛德華·貝爾徹抵達來尋找用於建立海軍基地的地點，並於1844年11月特意提到納閩島。
英國外交部隨後於1845年任命布魯克為駐汶萊外交官，並要求他與白求恩合作。同時，時任英國外交大臣的阿伯丁致函汶萊蘇丹，要求蘇丹在納閩島作為英國基地期間不要與其他外國家簽訂任何條約。1845年2月24日，白求恩上將帶著他的艦隊和其他幾個政治委員會人員離開英屬香港，到此地進一步考察納閩島。船員發現，與婆羅洲海岸的其他島嶼相比，它是最宜居的島嶼，且其煤炭儲量驚人。英國也看到了納閩島成為下一個新加坡的潛力。1846年12月18日，布魯克與汶萊蘇丹奧馬爾·阿里·賽義夫丁二世簽訂納閩條約，將納閩轉讓給英國。
羅德尼·蒙迪訪問汶萊，以維持蘇丹統治秩序，直到英國做出佔領該島的最終決定，1846年12月24日，其帶著阿卜杜勒·莫明見證了該島併入英國。布魯克見證了移交過程，到1848年，該島成為直轄殖民地和自由港，布魯克被任命為第一任總督。自1890年起，納閩由北婆羅洲特許公司管理，並於1904年恢復英國政府管理。1906年10月30日，英國政府提議將納閩併入海峽殖民地。該提案於1907年1月1日起生效，納閩直接由海峽殖民地首府新加坡管理。

### 第二次世界大戰
1942年1月3日，第二次世界大戰期間，日軍進攻東南亞。日軍進駐納閩幾乎沒有遇到任何抵抗，島上的大部分國庫券都被英國人燒毀，以防止它們落入日本手中。剩餘的日軍隨後前往了鄰近的北婆羅洲西海岸的曼巴古，以加強那裡的防禦。 在完全接管婆羅洲島後，納閩成為大日本帝國的一部分，並由控制北婆羅洲的日本第37軍駐守。為了紀念駐北婆羅洲第一任指揮官前田利為，納閩被重命名為前田利。日本計劃在島上建造兩座機場，另外十一個機場將位於婆羅洲的其他地區。為了實現這一目標，日本人從爪哇引進了大約十萬名爪哇族，強迫他們為日本工作。

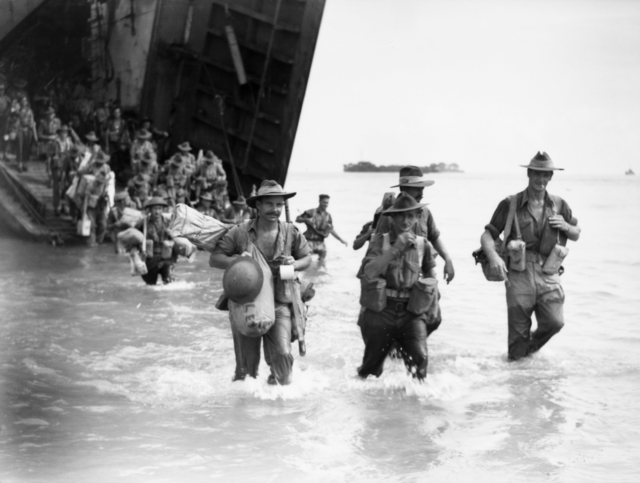
1945年6月10日，第24旅 (澳洲)組成的澳洲軍隊登陸納閩島

1945年6月10日，盟軍在道格拉斯·麥克阿瑟上將和萊斯利·莫斯黑德中將的指揮下率領100登陸艇在納閩登陸，盟軍開始奪回婆羅洲。發動攻擊，第24旅伴隨著大規模空中和海上轟炸的支援在納閩島東南突出部和維多利亞港北側的布朗海灘登陸。麥克阿瑟在博伊西號巡洋艦（CL-47）上親眼目睹了這次登陸，當時他決定從菲律賓南部繼續向南前往納閩島。1945年8月15日，大日本帝國宣布投降後，日軍在北婆羅洲的最後一位指揮官馬場正郎於1945年9月9日在該島的拉央拉央海灘投降，隨後他被帶到位於北婆羅洲的第九師總部。他在第九師師長喬治·伍頓的見證下簽署了投降文件。正式投降儀式於隔天在投降點舉行。戰後，維多利亞鎮因戰後而受損，之後，其得到了重建。納閩島恢復了原來的名稱，並與婆羅洲的其他部分一起由英國軍事管制區管轄，然後於1946年7月15日加入北婆羅洲直轄殖民地。

## 總督

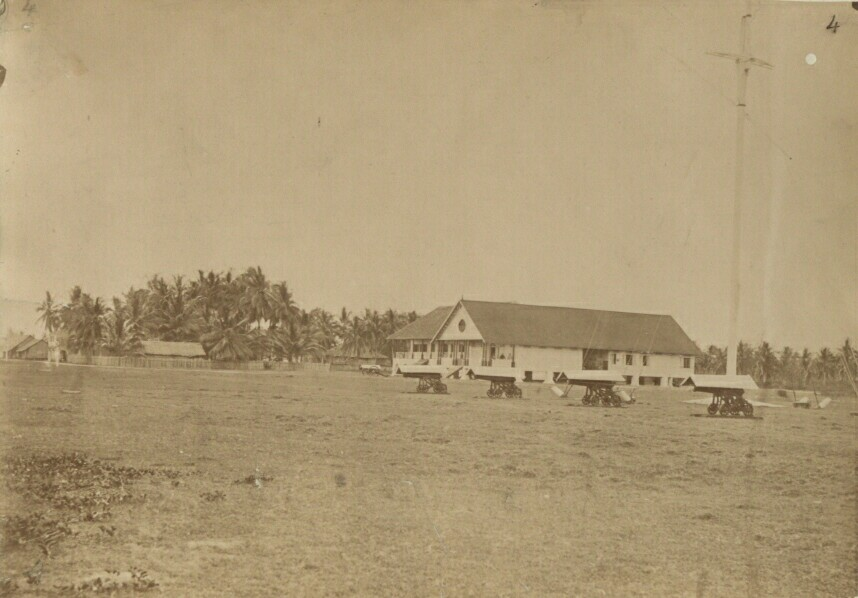
英國殖民政府在納閩島上的辦公室

納閩島被英國購買後，它成為了直轄殖民地並由總督管轄。總督約翰·菲茨帕特里克在任期內派遣了一批都柏林警察來治理納閩並執行衛生法規。自1880年代起，煤炭生產陷入停滯後，英國政府對納閩作為直轄殖民地但卻無法達到其預期而感到失望，這導致管理權兩次移交給北婆羅洲和海峽殖民地。在英國殖民統治的最後幾年中，儘管該島仍然基於英國政府的利益而受到控制，殖民政府還是鼓勵島上的原住民參與政治。

## 經濟
英國人來之前島上久已經被發現有煤炭。納閩島上的其他經濟資源包括食用燕窩、珍珠、西米和樟腦。英國人希望納閩島能夠發展成為一個與新加坡和香港相媲美的城市，但這個夢想從未實現。特別是在煤炭產量的下降後，大多數投資者撤資。作為替代，椰子、橡膠和西米的生產成為納閩的經濟支柱。在北婆羅洲的管理下，其收入在1889年為大約20,000英属北婆罗洲元，1902年增至 56,000北婆羅洲元。1902年進口額為1,948,742北婆羅洲元，而出口額則達1,198,945北婆羅洲元。

## 社會

### 人口
1864年納閩島的人口約為2,000人，1890年為5,853人，1911年為6,545人，1941年為8,963人。納閩島的人口主要是由馬來人和華人構成的，其餘是歐洲人和歐亞混血。歐洲人口幾乎都是政府官員和公司職員，華人一般為商人，掌握島上的大部分工業，而馬來人則主要是漁民。

### 公共服務和基礎設施
1894年，納閩到山打根修建了第一條電報線。一些可能是由個人攜帶到納閩的印度和香港的郵戳被用在一些郵件上，這些郵件途經新加坡。從1867年起，納閩正式使用海峽殖民地的郵票，1879年5月，開始發行自己的郵票。